# دشت احمد (مقاطعة فسا)
دشت احمد (بالفارسية: دشت احمد) هي قرية تقع في قسم كوشك قاضي الريفي في إيران. يقدر عدد سكانها بـ 126 نسمة بحسب إحصاء 2016.